# Лебедев, Вячеслав Михайлович
Вячесла́в Миха́йлович Ле́бедев (14 августа 1943, Москва, РСФСР, СССР — 23 февраля 2024, Москва, Россия) — советский и российский судья, юрист и учёный-правовед. Председатель Верховного суда Российской Федерации с 25 декабря 1991 года и до конца жизни, доктор юридических наук, профессор. Полный кавалер ордена «За заслуги перед Отечеством». Заслуженный юрист Российской Федерации (1993). Кавалер ордена Святого апостола Андрея Первозванного (2023).
Председатель Верховного суда РСФСР (1989—1991).

## Биография
Вячеслав Лебедев родился 14 августа 1943 года в Москве.
В 1960 году был учеником резальщика московской типографии № 8. В 1960—1969 годах работал слесарем Московского завода железобетонных труб.
В 1968 году Лебедев окончил вечернее отделение юридического факультета Московского государственного университета имени М. В. Ломоносова.
В 1969—1970 годах — инженер отдела кадров, труда и зарплаты Главного управления промышленного строительства в южных районах (Главюгпромстроя) Министерства промышленного строительства СССР.
В 1970 году Лебедев был назначен народным судьей Ленинградского районного народного суда Москвы. В 1977 году стал председателем Железнодорожного районного суда Москвы.
С марта 1984 года — заместитель председателя Московского городского суда. С сентября 1986 года — председатель Московского городского суда.
В период работы в Московском городском суде Лебедев участвовал в вынесении обвинительных приговоров по уголовным делам об осуществлении «антисоветской» деятельности в отношении Елены Санниковой (по статье 70 УК РСФСР к лишению свободы сроком на 1 год с последующей ссылкой на 4 года) и Феликса Светова (по статье 1901 УК РСФСР к ссылке сроком на 6 лет).
26 июля 1989 года указом Президиума Верховного Совета РСФСР назначен председателем Верховного суда РСФСР, а два дня спустя его кандидатура была утверждена сессией Верховного Совета РСФСР. 1 апреля 1992 года Верховный Совет России подтвердил конституционное право Вячеслава Лебедева осуществлять свои полномочия в течение десяти лет с момента избрания.
В мае 1993 года Лебедев вошёл в состав рабочей комиссии по доработке президентского проекта Конституции и представления его Конституционному совещанию.
В 1998 году защитил кандидатскую диссертацию «Судебная власть на защите конституционного права граждан на свободу и личную неприкосновенность в уголовном процессе».
2 июля 1999 года по представлению президента России Бориса Ельцина Совет Федерации назначил Вячеслава Лебедева председателем Верховного суда на неограниченный срок. В 2001 году были приняты поправки в закон «О статусе судей в Российской Федерации», согласно которым полномочия председателя Верховного суда России ограничивались шестью годами, а также был утверждён новый порядок избрания главы Верховного суда на конкурсной основе.
В 2000 году в Российской правовой академии Министерства юстиции России Лебедев защитил докторскую диссертацию на тему «Проблема становления и развития судебной власти в Российской Федерации». В 2001 году ему было присвоено звание профессора. Лебедев совмещал руководство высшим судебным органом с законотворческой, организационной, научно-исследовательской, преподавательской и методической работой. Он является автором 50 научных и печатных работ по проблемам развития судебной власти в Российской Федерации, а также ряда научно-методических разработок. Возглавлял аттестационные комиссии в Российском государственном университете правосудия и Всероссийском государственном университете юстиции.
30 января 2007 года Высшая квалификационная коллегия судей рекомендовала назначить Лебедева на новый 6-летний срок, и 21 февраля того же года по представлению президента Владимира Путина Совет Федерации вновь утвердил его главой Верховного суда. В июне 2012 года Владимир Путин подписал поправки в законы, отменяющие возрастные ограничения в отношении председателя Верховного суда и его заместителей, а также позволяющие им занимать должности более двух сроков подряд. 18 июля 2012 года, за год до достижения 70-летия, Лебедев был вновь назначен главой Верховного суда.
21 мая 2014 года по предложению президента Путина Лебедев назначен Советом Федерации председателем объединённого Верховного суда России, который был образован путем слияния Верховного суда и Высшего Арбитражного суда страны.
25 сентября 2019 года Совет Федерации досрочно назначил Лебедева, полномочия заканчивались в мае 2020 года, на пост председателя Верховного Суда Российской Федерации сроком на шесть лет.

### Происшествие в Гане
16 сентября 2013 года Лебедев серьёзно пострадал в ДТП в Гане. В этой западноафриканской стране Лебедев, по официальным данным, объявленным уже после происшествия, находился с четырёхдневным визитом (включая пятницу, субботу и воскресенье) в составе делегации судей России из четырёх человек, включая ещё председателей Мособлсуда Василия Волошина и Саратовского облсуда Василия Тарасова и переводчика.
Целью поездки, как выяснилось после ДТП, было выступление на конференции «Роль юридической профессии в развитии регулирования частно-государственного партнёрства». Конференция состоялась с участием коллегии адвокатов Ганы в провинциальном городе Хо на границе с Того. В своём выступлении председатель Верховного суда Ганы Георгина Вуд, по чьему приглашению приехала российская делегация, отметила, что рада находиться на конференции в компании Лебедева. В программу пребывания делегации входило подписание меморандума о взаимопонимании с руководством судейского сообщества Ганы (в день катастрофы, было сорвано), а также визиты к президенту Ганы 17 сентября и спикеру парламента этой страны 18 сентября. В результате автокатастрофы эти визиты были отменены.
После выступления на конференции, при возвращении из Хо в столицу Ганы Аккру, на шоссе близ населённого пункта Цито 16 сентября произошло ДТП. По сообщениям новостных агентств и местных властей, во время движения в кортеж Лебедева врезался грузовик, неожиданно двинувшийся от обочины.
Вечером того же дня Лебедев был доставлен на вертолёте в отделение интенсивной терапии 37-го военного госпиталя в Аккре. Состояние Лебедева на момент госпитализации оценивалось как тяжёлое, но стабильное: у судьи был обнаружен вывих ключицы, ушибы шейного отдела позвоночника и рёбер. «Эхо Москвы» утверждало, что кроме самого Лебедева в ДТП никто не пострадал, по сведениям отдельных источников, пострадал также его телохранитель из состава местной полиции. Спустя несколько дней Лебедев был перевезён бортом МЧС России в Москву и госпитализирован в Центральную клиническую больницу.
Водитель грузовика с регистрационным номером GT 4911-J, протаранившего автомобиль Лебедева, скрылся с места происшествия и полиция вела его розыск. На следующий день 47-летний Richard Kofi Degbor, виновный в происшествии, сдался полиции. О привлечении его к ответственности за два года, прошедших после ДТП, не сообщалось.
Вместе с тем в прессе, профессиональном юридическом сообществе и блогосфере высказывались и иные версии происшедшего в Гане. Отмечалось, что в истории много неясного: поездка Лебедева в Гану заранее нигде в СМИ не анонсировалась, о вылете делегации высокопоставленных судей из России в Гану до момента ДТП ни одно информагентство не сообщало, на официальном сайте конференции о выступлении Лебедева до начала конференции не упоминалось. И главный вопрос, вызывающий удивление юристов, «зачем, в конце концов, Лебедев поехал к африканским адвокатам, в страну с совершенно иной, нежели в России, правовой системой?». «Автовзгляд» отмечает, что юридические системы у России и Ганы совершенно разные, африканское правосудие Ганы построено по британскому прецедентному праву, и характеризует выступление Лебедева перед африканскими адвокатами как «полезный диалог слепого с глухим».
На следующий день после ДТП, 17 сентября 2013 года, когда молния агентства France Presse, а вслед за ним информагентства в России впервые сообщили о ДТП с Лебедевым в Гане, пресс-секретарь Верховного суда РФ Павел Одинцов первоначально вообще отказывался комментировать сам факт нахождения Лебедева в африканском государстве. Впервые он прокомментировал визит Лебедева в Гану и ДТП только 19 сентября 2013 года, спустя три дня после происшествия, отметив, что визит Лебедева был ответным в рамках двустороннего сотрудничества с Ганой, заранее согласованным с МИД России. На фоне информационного вакуума в ряде интернет-СМИ и блогосфере распространились предположения, что Лебедев летал в Гану с целью участия в сафари и охоте на слонов.
26 ноября 2013 года впервые после выздоровления Лебедев появился на публике и председательствовал на заседании Пленума Верховного суда РФ.

### Смерть и похороны
Скончался 23 февраля 2024 года в больнице в Москве в возрасте 80 лет от онкологического заболевания.
Президент России Владимир Путин выразил соболезнования в связи с его смертью, сообщил пресс-секретарь Дмитрий Песков. Также свои соболезнования направили: председатель Правительства России Михаил Мишустин, председатель Совета Федерации Валентина Матвиенко, председатель Государственной думы Вячеслав Володин, заместитель председателя Совета безопасности России Дмитрий Медведев, мэр Москвы Сергей Собянин, председатель Конституционного суда Российской Федерации Валерий Зорькин, министр обороны России Сергей Шойгу, министр внутренних дел России Владимир Колокольцев, председатель Следственного комитета России Александр Бастрыкин, президент Белоруссии Александр Лукашенко и многие другие.
Прощание прошло 28 февраля 2024 года в Колонном зале Дома союзов. Отпевание состоялось в Храме Христа Спасителя. Похоронен на Центральной аллее Новодевичьего кладбища (участок 6, ряд 40, место 1). 24 февраля 2025 года на могиле был открыт памятник.

## Правовые взгляды и профессиональная позиция
Высказывался в печати и на телевидении о том, что для осуждённых за взяточничество замена лишения свободы на денежный штраф — неэффективна. Выступал за декриминализацию преступлений небольшой тяжести и переквалификацию их в административные правонарушения, за снижение суммы залога для неработающих обвиняемых до 50 тыс. рублей.
Лебедев считал, что судья должен избегать внепроцессуального общения и отказываться от приватного либо по телефону обсуждения конкретных дел с депутатами, должностными лицами и гражданами.
Неоднократно высказывался о том, что постановления Пленума Верховного суда Российской Федерации обязательны для судов общей юрисдикции.
Лебедев неоднократно выступал за расширение компетенции суда присяжных.

## Квалификационный класс
- Высший квалификационный класс[49] (присвоен 14 января 1993 года)[50].

## Основные работы
- Судебная власть в современной России: проблемы становления и развития. — СПб., 2001;
- Судебная защита свободы и личной неприкосновенности граждан на предварительном следствии. — М., 2001;
- Судебная власть в России: история, документы. Т. 1—6. — М., 2003. (совм. с О. Е. Кутафиным и Г. Ю. Семигиным)

## Семья и увлечения
Был женат, имел троих детей.
Вячеслав Лебедев был театралом с большим стажем, поклонником джазовой музыки, сам играл на саксофоне. Много лет дружил с певцом Муслимом Магомаевым. В молодости занимался боксом. Всю жизнь был болельщиком футбольной команды «Торпедо».

## Память
- Указ Президента Российской Федерации от 18 июля 2024 года № 601 «Об увековечении памяти В. М. Лебедева»[51][52].
- Российский государственный университет правосудия с 27 января 2025 года носит имя В. М. Лебедева[53].

## Награды
- Орден Святого апостола Андрея Первозванного (14 августа 2023 года) — за выдающиеся заслуги в развитии отечественной судебной системы, укреплении законности и правопорядка[54]
- Орден «За заслуги перед Отечеством» I степени (16 июля 2018 года) — за выдающиеся заслуги в развитии российской государственности и совершенствовании судебной системы[55]
- Орден «За заслуги перед Отечеством» II степени (14 августа 2003 года) — за выдающийся вклад в укрепление российского правосудия и многолетнюю добросовестную работу[56]
- Орден «За заслуги перед Отечеством» III степени (14 августа 1998 года) — за заслуги перед государством, большой вклад в укрепление законности и многолетнюю добросовестную работу[57]
- Орден «За заслуги перед Отечеством» IV степени (16 августа 2013 года) — за большой вклад в укрепление российского правосудия и многолетнюю добросовестную работу[58]
- Орден Александра Невского (2012 год)[59]
- Знак отличия «За безупречную службу» L лет (13 декабря 2020 года) — за вклад в развитие российской государственности, совершенствование судебной системы и многолетнюю добросовестную работу[60]
- Заслуженный юрист Российской Федерации (5 августа 1993 года) — за заслуги в укреплении законности и многолетнюю добросовестную работу[61]
- Почётная грамота Президента Российской Федерации (14 августа 2008 года) — за заслуги в укреплении законности и многолетнюю добросовестную службу
- Благодарность Президента Российской Федерации (12 декабря 2008 года) — за активное участие в подготовке проекта Конституции Российской Федерации и большой вклад в развитие демократических основ Российской Федерации
- Благодарность Президента Российской Федерации (25 сентября 2014 года) — за большой вклад в разработку и обеспечение принятия ряда законодательных актов Российской Федерации[62]
- Почётная грамота Президиума Верховного совета Российской Федерации (23 июля 1993 года) — за многолетнюю плодотворную работу в судебных органах, большой личный вклад в укрепление законности[63]
- Орден имени Ахмата Кадырова (Чечня, 2011 год)[64]
- Орден князя Ярослава Мудрого V степени (Украина, 2 февраля 2004 года) — за выдающийся личный вклад в развитие сотрудничества между Украиной и Российской Федерацией в сфере правосудия и юриспруденции[65]
- Орден «Достык» I степени (Казахстан, 2023 год)[59]
- Орден «Достык» II степени (Казахстан, 2012 год)[66]
- Орден Преподобного Сергия Радонежского 1-й степени (РПЦ, 2008 год)[67]
- Почётный доктор Университета Санто-Томас, Филиппины (2006 год)
- Почётный доктор Софийского университета, Болгария (2007 год)
- Лауреат юридической премии «Фемида» (1998 год, Россия)
- Орден Святой Анны I степени Российского императорского дома (1 октября 2010 года) — за выдающийся вклад в укрепление российского правосудия[68]
- Императорский и Царский Орден Белого Орла (2014 год, Российский Императорский Дом)[69]
- Самарский крест (2014 год, Болгария)[69]
- Почётная Грамота Совета судей Российской Федерации (28 октября 1999 года)[70]